# Bölzer
Bölzer est un groupe suisse de death metal, originaire de Zurich. Le style musical du groupe se caractérise par l'absence totale de basse, le guitariste Okoi Jones jouant une guitare à dix cordes de B.C. Rich. En 2023, Bölzer compte trois EP et un album studio.

## Histoire
Bölzer est formé en 2008 à Zurich par les amis Okoi Thierry Jones (chant, guitare) et Fabian Wyrsch (batterie). Au début, des efforts sont faits pour intégrer un bassiste dans le groupe, mais les fondateurs y renoncent après deux tentatives infructueuses.
En 2011, le duo publie une démo intitulée Roman Acupuncture. Okoi Jones produit le son caractéristique de sa guitare en utilisant trois amplificateurs, chacun avec ses propres réglages d'égaliseur. Début 2013, le premier EP Aura (trois titres « aux riffs complexe, massifs ») sort via Iron Bonehead, suivi en 2014 d'un autre EP Soma, avec ces deux sorties Bölzer atteint le statut de culte au sein de l'underground du death metal.
L'écriture des chansons et l'enregistrement du premier album prend deux années supplémentaires, de sorte que le premier album Hero sort en novembre 2016 chez Iron Bonehead. La voix du chanteur y est presque claire, contrairement aux enregistrements précédents.

## Polémique
En raison des tatouages du chanteur Okoi Jones, représentant entre autres des roues solaires et des runes, le groupe est soupçonné en 2014 d'être proche d'idéologies de droite. Okoi Jones a rejeté cette idée en invoquant ses racines africaines et a déclaré vouloir « sauver ce symbole positif d'une diabolisation de plus en plus alimentée », car après tout, on vit à une « époque de pensée libérale, de sources d'information infinies et de rationalité générale ». Okoi Jones a en outre rejeté comme des absurdités toutes les accusations selon lesquelles il voulait recouvrir des symboles du national-socialisme par ses tatouages à grande échelle.

## Discographie
- 2011 : Roman Acupuncture (démo)
- 2013 : Aura (EP, Iron Bonehead Productions)
- 2014 : Soma (EP, Iron Bonehead)
- 2016 : Hero (Iron Bonehead)
- 2019 : Lese Majesty (EP, Lightning and Sons)